# Skordalia

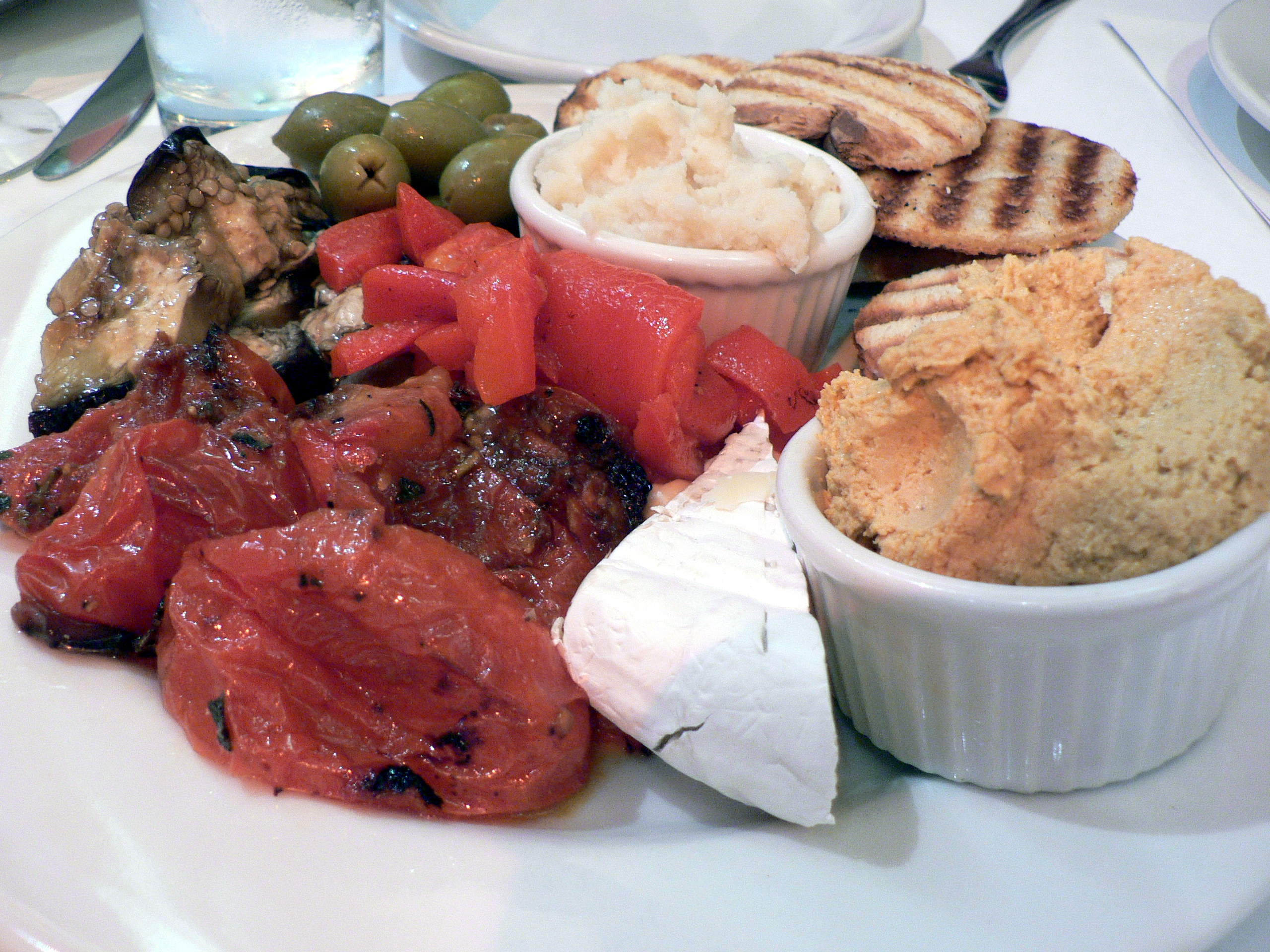
Skordalia

Skordalia of skordhalia (ook: skorthalia) (Grieks: σκορδαλιά of αλιάδα) is een dikke puree (of saus) uit de Griekse keuken. Het gerecht wordt gemaakt door het combineren van geperste knoflook met een dik basismengsel dat kan bestaan uit een puree van aardappelen, walnoten, amandelen, of in vloeistof gedrenkt oud brood — waarna het in olijfolie wordt opgeklopt tot een gladde emulsie ontstaat. Vaak wordt azijn toegevoegd.
Varianten kunnen onder meer eieren zijn die als emulgator dienen of je kunt het weglaten of verminderen van de bulk-ingrediënt toepassen, wat zorgt voor een resultaat vergelijkbaar met de Provençaalse aioli, Catalaanse allioli, enzovoort. Op de Ionische Eilanden worden kabeljauw en citroen gebruikt in plaats van azijn en skordalia wordt er gegeten als hoofdgerecht.